# Traviata '53
Traviata '53 és una pel·lícula italiana de 1953 dirigida per Vittorio Cottafavi. Va ser rodada a Milà i reprèn la trama de La Dama de les Camèlies d'Alexandre Dumas (fill) aplegada a La traviata de Giuseppe Verdi.

## Argument
Rita, una dona d'alta societat, s'enamora de Carlo Rivelli, un enginyer de Biella que acaba d'arribar a Milà. El seu amor, però, troba l'oposició del comandant Cesati, que en el passat havia mantingut una relació amb Rita. Fa xantatge a la dona i amenaça de convèncer els bancs de bloquejar els crèdits de Carlo en cas que continuï amb ell. Rita cedeix al xantatge i abandona Carlo, que no sospita el sacrifici de la seva amant, torna a Biella i es casa amb una exparella. Al cap d'uns anys, Carlo rep un telegrama en què és convidat a anar urgentment a un sanatori, al llit de Rita que està greument malalta. Quan arriba a l'hospital, Rita és morta: després d'haver renunciat a la seva relació amb Carlo, també havia abandonat al comandant, quedant en la pobresa més absoluta fins que va emmalaltir.

## Repartiment
- Barbara Laage: Margherita / Rita
- Armando Francioli: Carlo Rivelli
- Eduardo De Filippo: Cesati
- Gabrielle Dorziat: Zoe
- Marcello Giorda: Enginyer Rivelli
- Carlo Hinterman: Gianpaolo
- Gianna Baragli: Esposa de Carlo Rivelli
- Luigi Tosi: Metge
- Adolfo Geri: Donati